# Малхар Рао I
Малхар Рао I (*16 червня 1693 —20 травня 1766) — маратхський магараджа в Мальві, один з провідних військовиків піднесення Імперії Маратха.

## Життєпис
Народився у селі Хол, поблизу Джеюрі (Махараштра). Рано втратив батька. Виховувався у Пуне дядьком Бходжіраджі Рао. 1707 року приєднався до чхатрапаті Шахуджі, що правив у Сатарі. Згодом став прихильником Баладжі Вішванатха та його сина Баджі Рао I. На службі у них зробив блискучу кар'єру. 1724 року отримав посаду сардара. Того ж року брав участь у поході проти моголів у Малаві. 1731 року звитяжив у битві при Амдхері (поблизу Дхара) під час походу брата пешви — Чимнаджі Аппи до Малави. 1731 року отримав в управління два райони у Малаві. Фактично 1733 року заснував власне напівнезалежне князівство. Наступного року дістав у спадок 11 сіл, зокрема Індор.
У подальшому залишався вірним Баджі Рао I, брав участь у його походах. Звитяжив 1736 року у битві при Делі, а 1738 — при Бхопалі, де маратхи розбили правителя Хайдарабаду. 1739 року допомагав Чимнаджі Аппі захопити у португальців порт Бассейн. 1743 року втрутився до протистояння раджпутських держав — Джайпура та Марвара. За допомогу Мадх Сінґху I, магараджи Джайпура, отримав у володіння міста Тонк, Бхампуру, Рампуру. У 1748, 1751, 1752 роках брав участь у переможних кампаніях проти рохіллів. На той момент Малхар Рао I контролював практично всю Малаву, частину Раджпутани, на північ до земель Бунделкханда.
Посилення впливу Малхара Рао I призвело до конфлікту з родом Скіндіїв та джатами. Завдяки Раґханатху Рао Холкаром 1754 року було укладено мир з усіма супротивниками.
У 1757—1758 роках брав активну участь у поході маратхів на північ Індії, де війська на чолі із Раґханатхом Рао зайняли Делі, землі до річки Сатлендж, а 1758 року захопили Лахор і практично весь Пенджаб. Такі дії маратхів призвели до конфлікту з афганцями Ахмед-шаха Абдалі. 1761 року звитяжно бився при Паніпаті, проте зумів не потрапити у полон, відступивши до Малави. В останні роки багато робив для захисту північних володінь Імперії Маратха. Проте після Паніпату Малхар Рао I фактично став незалежним. Помер в Алампурі (сучасний округ Бхінд, штат Мадх'я-Прадеш) 20 травня 1766 року.